# Kuba na Mistrzostwach Świata w Lekkoatletyce 2009

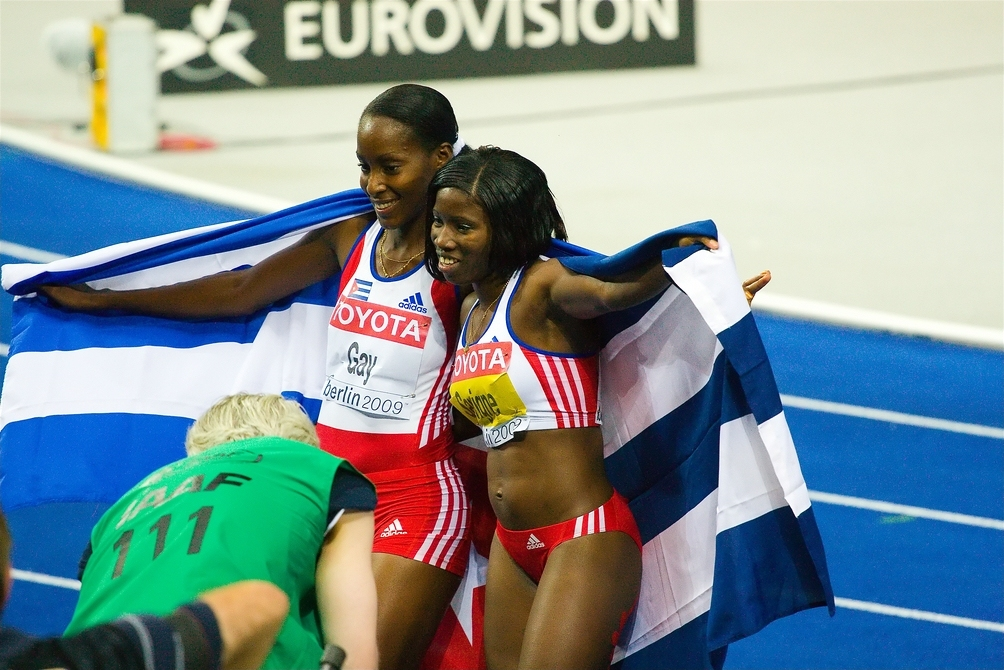
Yargelis Savigne oraz Mabel Gay – medalistki trójskoku

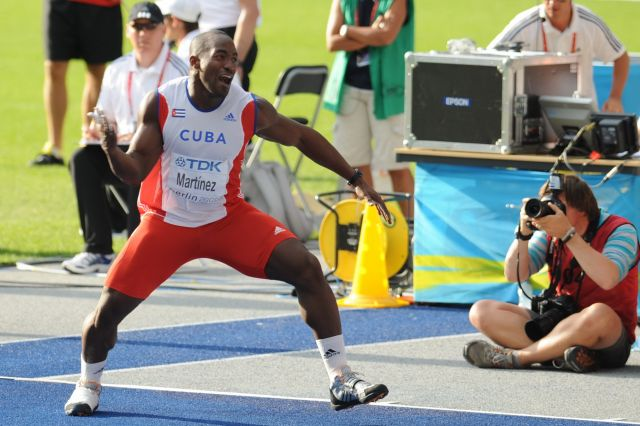
Guillermo Martínez – wicemistrz świata w rzucie oszczepem

Kuba na Mistrzostwach Świata w Lekkoatletyce 2009 – reprezentacja Kuby podczas czempionatu w Berlinie liczyła 35 zawodników. Sportowcom z tego karaibskiego kraju udało się 6 razy stanąć na podium. W klasyfikacji punktowej Kuba zajęła 9. miejsce.

## Medale
- Yargelis Savigne –  złoty medal w trójskoku kobiet
- Mabel Gay –  srebrny medal w trójskoku kobiet
- Yarelis Barrios –  srebrny medal w rzucie dyskiem kobiet
- Leonel Suárez –  srebrny medal w dziesięcioboju
- Guillermo Martínez –  srebrny medal w rzucie oszczepem mężczyzn
- Alexis Copello –  brązowy medal w trójskoku mężczyzn

## Występy reprezentantów Kuby

### Mężczyźni

#### Konkurencje biegowe
| Konkurencja | Zawodnik         | Eliminacje | Eliminacje | Ćwierćfinał | Ćwierćfinał | Półfinał | Półfinał | Finał         | Finał         |
| Konkurencja | Zawodnik         | Rezultat   | Poz.       | Rezultat    | Poz.        | Rezultat | Poz.     | Rezultat      | Poz.          |
| ----------- | ---------------- | ---------- | ---------- | ----------- | ----------- | -------- | -------- | ------------- | ------------- |
| 400 m       | William Collazo  | 45.52      | 10 Q       | -           | -           | 44.93    | 7        | Nie awansował | Nie awansował |
| 800 m       | Yeimer López     | 1:48.04    | 27 Q       | -           | -           | 1:45.33  | 6 Q      | 1:47.80       | 10            |
| 110 m ppł   | Dayron Robles    | 13.67      | 24 Q       | -           | -           | DNF      | DNF      | Nie awansował | Nie awansował |
| 110 m ppł   | Dayron Capetillo | 13.61      | 18 q       | -           | -           | 13.55    | 19       | Nie awansował | Nie awansował |
| 400 m ppł   | Omar Cisneros    | 49.27      | 9 q        | -           | -           | 49.21    | 11       | Nie awansował | Nie awansował |

#### Konkurencje techniczne
| Konkurencja    | Zawodnik           | Eliminacje | Eliminacje | Finał         | Finał         |
| Konkurencja    | Zawodnik           | Rezultat   | Pozycja    | Rezultat      | Pozycja       |
| -------------- | ------------------ | ---------- | ---------- | ------------- | ------------- |
| Skok w dal     | Ibrahim Camejo     | 7.71       | 33         | Nie awansował | Nie awansował |
| Trójskok       | Yoandris Betanzos  | 16.77      | 17         | Nie awansował | Nie awansował |
| Trójskok       | Alexis Copello     | 16.99      | 11 q       | 17.36         |               |
| Trójskok       | Arnie David Giralt | 17.15      | 5 Q        | 17.26         | 5             |
| Pchnięcie kulą | Carlos Véliz       | 19.62      | 13         | Nie awansował | Nie awansował |
| Rzut oszczepem | Guillermo Martínez | 82.50      | 3 Q        | 86.41 SB      |               |
| Dziesięciobój  | Leonel Suárez      | -          | -          | 8640          |               |
| Dziesięciobój  | Yordanis García    | -          | -          | 8387          | 8             |
| Dziesięciobój  | Yunior Díaz        | -          | -          | 8357 PB       | 9             |

### Kobiety

#### Konkurencje biegowe
| Konkurencja | Zawodnik                                                                                | Eliminacje | Eliminacje | Ćwierćfinał | Ćwierćfinał | Półfinał | Półfinał | Finał          | Finał          |
| Konkurencja | Zawodnik                                                                                | Rezultat   | Poz.       | Rezultat    | Poz.        | Rezultat | Poz.     | Rezultat       | Poz.           |
| ----------- | --------------------------------------------------------------------------------------- | ---------- | ---------- | ----------- | ----------- | -------- | -------- | -------------- | -------------- |
| 200 m       | Roxana Díaz                                                                             |            |            |             |             |          |          |                |                |
| 400 m       | Indira Terrero                                                                          | 51.98      | 3 Q        | -           | -           | 51.87    | 5        | Nie awansowała | Nie awansowała |
| 800 m       | Zulia Calatayud                                                                         | 2:02.33    | 1 Q        | -           | -           | 2:01.53  | 7        | Nie awansowała | Nie awansowała |
| 100 m ppł   | Anay Tejeda                                                                             | 12.82 SB   | 3 Q        | -           | -           | 12.82 SB | 4        | Nie awansowała | Nie awansowała |
| 4x400 m     | Indira Terrero Zulia Calatayud Roxana Díaz Daisumari Bonne Susana Clement Diosmeli Peña | 3:27.36 SB | 5 q        | -           | -           | -        | -        | 3:36.99        | 8              |

#### Konkurencje techniczne
| Konkurencja    | Zawodnik            | Eliminacje | Eliminacje | Finał          | Finał          |
| Konkurencja    | Zawodnik            | Rezultat   | Pozycja    | Rezultat       | Pozycja        |
| -------------- | ------------------- | ---------- | ---------- | -------------- | -------------- |
| Skok w dal     | Yariadmis Argüelles | 6.32       | 22         | Nie awansowała | Nie awansowała |
| Trójskok       | Yargelis Savigne    | 14.53      | 2 Q        | 14.95          |                |
| Trójskok       | Mabel Gay           | 14.53      | 3 q        | 14.61 SB       |                |
| Pchnięcie kulą | Misleidys González  | 18.62      | 7 Q        | 18.74          | 8              |
| Pchnięcie kulą | Yaniuvis López      | 17.71      | 18         | Nie awansowała | Nie awansowała |
| Pchnięcie kulą | Mailín Vargas       | 18.14      | 11 q       | 18.67          | 9              |
| Rzut dyskiem   | Yarelis Barrios     | 62.19      | 5 Q        | 65.31 SB       |                |
| Rzut dyskiem   | Yarisley Collado    | 60.37      | 14         | Nie awansowała | Nie awansowała |
| Rzut dyskiem   | Yania Ferrales      | 58.24      | 25         | Nie awansowała | Nie awansowała |
| Rzut oszczepem | Osleidys Menéndez   | 61.94      | 5 q        | 63.11 SB       | 7              |
| Rzut oszczepem | Yanet Cruz          | 56.19      | 22         | Nie awansowała | Nie awansowała |
| Rzut oszczepem | Yainelis Ribeaux    | 57.38      | 16         | Nie awansowała | Nie awansowała |
| Rzut młotem    | Arasay Thondike     | 68.97      | 16         | Nie awansowała | Nie awansowała |